# 2830 Greenwich
A 2830 Greenwich (ideiglenes jelöléssel 1980 GA) a Naprendszer kisbolygóövében található aszteroida. Edward L. G. Bowell fedezte fel 1980. április 14-én.